# Selección femenina de fútbol sub-17 de Chile
La selección de fútbol femenino sub-17 de Chile es el equipo representativo del país en las competiciones oficiales de fútbol femenino de la categoría sub-17. Su organización está a cargo de la Federación de Fútbol de Chile, la cual es miembro de la Conmebol. La selección de fútbol femenino sub-17 de Chile ha clasificado dos veces al mundial de la categoría, para la Copa Mundial de 2010 jugada en Trinidad y Tobago y para la Copa Mundial de 2022 disputada en India.

## Historial

### Tabla General Campeonato Sudamericano Sub-17
| Campeonato | Posición  | PJ | PG | PE | PP | GF | GC |
| ---------- | --------- | -- | -- | -- | -- | -- | -- |
| 2008       | 6° lugar  | 4  | 1  | 2  | 1  | 6  | 6  |
| 2010       | 2° lugar  | 6  | 3  | 2  | 1  | 13 | 11 |
| 2012       | 10° lugar | 4  | 0  | 0  | 4  | 1  | 17 |
| 2013       | 4° lugar  | 7  | 2  | 1  | 4  | 8  | 10 |
| 2016       | 6° lugar  | 4  | 1  | 1  | 2  | 5  | 6  |
| 2018       | 5° lugar  | 4  | 1  | 2  | 1  | 4  | 4  |
| 2022       | 3° lugar  | 7  | 3  | 1  | 3  | 8  | 15 |
| 2024       | 5° lugar  | 4  | 2  | 0  | 2  | 11 | 4  |
| 2025       | 5° lugar  | 9  | 2  | 4  | 3  | 12 | 12 |
| TOTAL      | 9/9       | 49 | 15 | 13 | 21 | 68 | 85 |

### Tabla General Copa Mundial Femenina de Fútbol Sub-17
| Mundial | Posición     | PJ           | PG           | PE           | PP           | GF           | GC           |
| ------- | ------------ | ------------ | ------------ | ------------ | ------------ | ------------ | ------------ |
| 2008    | No clasificó | No clasificó | No clasificó | No clasificó | No clasificó | No clasificó | No clasificó |
| 2010    | 15° lugar    | 3            | 0            | 0            | 3            | 1            | 10           |
| 2012    | No clasificó | No clasificó | No clasificó | No clasificó | No clasificó | No clasificó | No clasificó |
| 2014    | No clasificó | No clasificó | No clasificó | No clasificó | No clasificó | No clasificó | No clasificó |
| 2016    | No clasificó | No clasificó | No clasificó | No clasificó | No clasificó | No clasificó | No clasificó |
| 2018    | No clasificó | No clasificó | No clasificó | No clasificó | No clasificó | No clasificó | No clasificó |
| 2022    | 12° lugar    | 3            | 1            | 0            | 2            | 4            | 9            |
| 2024    | No clasificó | No clasificó | No clasificó | No clasificó | No clasificó | No clasificó | No clasificó |
| 2025    | No clasificó | No clasificó | No clasificó | No clasificó | No clasificó | No clasificó | No clasificó |
| 2026    | Por definir  | Por definir  | Por definir  | Por definir  | Por definir  | Por definir  | Por definir  |
| Total   | 2/9          | 6            | 1            | 0            | 5            | 5            | 19           |

## Palmarés
- Campeonato Sudamericano Femenino Sub-17
  -  Segundo Lugar (1): 2010
  -  Tercer Lugar (1): 2022

## Campeonatos

### Mundiales
| Copa Mundial 2010    | Copa Mundial 2010    | Copa Mundial 2010 |
| Dorsal               | Jugador              | Posición          |
| -------------------- | -------------------- | ----------------- |
| 1                    | María Laura Troncoso | ARQ               |
| 12                   | Carla Tejas          | ARQ               |
| 21                   | Verónica Sáez        | ARQ               |
| 2                    | Yocelyn Cisternas    | DEF               |
| 3                    | Nicole Cornejo       | DEF               |
| 4                    | Camila Sáez          | DEF               |
| 5                    | Leticia Torres       | DEF               |
| 15                   | Isadora Cubillos     | DEF               |
| 6                    | Yorky Arriagada      | MED               |
| 8                    | Jetzabeth Zepeda     | MED               |
| 13                   | Iona Rothfeld        | MED               |
| 14                   | María José Urrutia   | MED               |
| 16                   | Claudia Soto         | MED               |
| 17                   | Fernanda Pinilla     | MED               |
| 18                   | Rocío Soto           | MED               |
| 20                   | Melissa Espina       | MED               |
| 7                    | Michelle Bernstein   | DEL               |
| 9                    | Yanara Aedo          | DEL               |
| 10                   | Bárbara Santibáñez   | DEL               |
| 11                   | Francisca Moroso     | DEL               |
| 19                   | Yudith Rojas         | DEL               |
| D.T. Ronnie Radonich |                      |                   |

| Copa Mundial 2022 | Copa Mundial 2022   | Copa Mundial 2022 |
| Dorsal            | Jugador             | Posición          |
| ----------------- | ------------------- | ----------------- |
| 1                 | Catalina Mellado    | ARQ               |
| 12                | Emelie Borie        | ARQ               |
| 21                | Javiera Cárdenas    | ARQ               |
| 2                 | Anaís Cifuentes     | DEF               |
| 3                 | Monserrat Hernández | DEF               |
| 4                 | Tali Rovner         | DEF               |
| 5                 | Catalina Figueroa   | DEF               |
| 13                | Emma González       | DEF               |
| 19                | Constanza Gutiérrez | DEF               |
| 20                | Martina Oses        | DEF               |
| 6                 | Anaís Álvarez       | MED               |
| 8                 | Ámbar Figueroa      | MED               |
| 10                | Paloma Bustamante   | MED               |
| 14                | Sabrina Clavijo     | MED               |
| 16                | Rachel Ramírez      | MED               |
| 7                 | Constanza Oliver    | DEL               |
| 9                 | Maitte Tapia        | DEL               |
| 11                | Natsumy Millones    | DEL               |
| 15                | Arantza Suazo       | DEL               |
| 17                | Mariel Pastenes     | DEL               |
| 18                | Florencia Acevedo   | DEL               |
| D.T. Álex Castro  |                     |                   |